# Pavel Prokeš
Pavel Prokeš (* 27. Februar 1956 in der Tschechoslowakei) ist ein ehemaliger deutsch-tschechischer Eishockeyspieler, der unter anderem für den ECD Iserlohn und EV Landshut in der Bundesliga aktiv war.

## Karriere
Pavel Prokeš begann seine Karriere in der Saison 1979/80 bei Slavia IPS Prag in der 1. Česká národní hokejová liga (1. ČNHL). Anschließend spielte er in seinem Heimatland noch für TJ Škoda Plzeň aus der 1. Liga und den Zweitligisten Auto Škoda Boleslav. Im Jahr 1985 holte die ESG Kassel den Stürmer nach Deutschland. Nachdem er in der ersten Saison 1985/86 in 21 Partien bereits 37 Scorerpunkte erzielt hatte, gehörte er in der Spielzeit 1986/87 mit 37 Toren und ebenso vielen Vorlagen neben Dave O’Brien und Adam Brown endgültig zu den Topscorern der Mannschaft.
Zur Saison 1987/88 wurde er daraufhin vom Bundesligisten ECD Iserlohn verpflichtet, der zu diesem Zeitpunkt bereits massive finanzielle Schwierigkeiten hatte. Nachdem Prokeš eine Zeit lang kein Gehalt erhalten hatte, verständigte er sich im November 1987 mit den EV Landshut auf einen Wechsel innerhalb der Liga. Als dann kurzfristig doch wieder Zahlungen erfolgten, blieb er bis zur endgültigen Einstellung des Spielbetriebs im Dezember 1987 beim ECD. Damit gehörte er zu der Mannschaft, die am 4. Dezember 1987 mit Trikotwerbung für Das Grüne Buch des libyschen Machthabers Muammar al-Gaddafi auflief, was einen internationalen Skandal auslöste.
Nach dem Aus des ECD schloss sich Prokeš gemeinsam mit seinem Landsmann und Teamkollegen Vítězslav Ďuriš für den Rest der Spielzeit dem EV Landshut an, für den er auch in den folgenden beiden Jahren aufs Eis ging. Ab der Saison 1990/91 spielt er beim Zweitligisten SV Bayreuth, ehe er seine Karriere im Jahr 1993 beendete.

## Karrierestatistik
(Legende zur Spielerstatistik: Sp oder GP = absolvierte Spiele; T oder G = erzielte Tore; V oder A = erzielte Assists; Pkt oder Pts = erzielte Scorerpunkte; SM oder PIM = erhaltene Strafminuten; +/− = Plus/Minus-Bilanz; PP = erzielte Überzahltore; SH = erzielte Unterzahltore; GW = erzielte Siegtore; 1 Play-downs/Relegation; Kursiv: Statistik nicht vollständig)